# Ospedale Antonio Cardarelli
L'Azienda ospedaliera di Rilievo Nazionale e di Alta Specializzazione Antonio Cardarelli, meglio conosciuto come ospedale Cardarelli, è una struttura ospedaliera ed universitaria ubicata nella Zona Ospedaliera di Napoli; è il maggior ospedale della Campania e dell'intero Meridione, nonché un'eccellenza nazionale per la cura dei grandi ustionati. Inoltre è sede del Dipartimento di emergenza-accettazione (DEA) di secondo livello, del Centro Antiveleni, del Centro per i Trapianti Epatici e del Centro di Terapia Iperbarica.

## Storia
La costruzione dell'ospedale iniziò nel 1927, (progetto ed esecuzione dell'architetto Alessandro Rimini) e fu terminata nel 1934 nel solo edificio centrale, destinato agli uffici amministrativi, mentre negli anni 1939-1940 furono completati i padiglioni retrostanti il corpo di fabbrica principale. L'intera struttura fu ufficialmente aperta e messa in funzione nel 1942.

Il complesso venne edificato su una collina, con alle spalle i Camaldoli (458 s.l.m.) e di fronte un'ampia spianata panoramica sulla città, e quindi ottimamente esposta nella zona dell'attuale Rione Alto ritenuta ideale sia per l'altitudine (circa 250 m s.l.m.), sia per la possibilità di collegamento rapido da diverse direttrici cittadine. Al nome previsto inizialmente (Nuovo Ospedale Moderno di Napoli) fu inizialmente preferito quello di 23 Marzo; questo nome voleva ricordare, nel clima politico del tempo, la data di fondazione dei Fasci italiani di combattimento. Il 19 agosto 1943 il complesso fu intitolato, definitivamente, ad Antonio Cardarelli clinico di chiara fama e famoso per le sue ricerche.

L'eliporto presente nella struttura venne realizzato nel 1974, permette rapidi trasferimenti anche extra regionali ed è operativo anche in ore notturne.

Nel 1988 venne inaugurata la struttura dedicata all'ortopedia ed alla riabilitazione, mentre nel 1990 fu inaugurato da Papa Giovanni Paolo II il nuovo padiglione dell'emergenza, un'eccellenza in campo nazionale.

## Struttura
L'ospedale occupa una superficie di 250000 m², di cui 50 000 da 21 edifici di altrettanti padiglioni e i rimanenti da viali alberati e pinete. I padiglioni, costruiti tra il 1927 ed il 1990, sono collegati anche in sotterranea ad uso esclusivo delle attività tecniche e di servizio. Sette dei 21 padiglioni sono adibiti per i sevizi tecnico/amministrativi, mentre nei rimanenti sono dislocati le seguenti Unità Operative complesse e dipartimentali:
| Padiglione | Reparti |
| ---------- | --- |
| A          | Chirurgia 1, 2 e 3; Chirurgia Vascolare; Chirurgia Maxillo Facciale; Chirurgia Toracica; Senologia Chirurgica; Chirurgia Metabolica dei Grandi Obesi; Day Surgery Chirurgico; |
| B          | Patologia Clinica; Medicina 1, 3, 4 e 5; Cardiologia Riabilitativa; Diabetologia; |
| C          | Malattie rare del Globulo Rosso; Genetica Medica; Biologia Molecolare di Virologia; Centro NAT; Immunodiagnostica dei Trapianti; |
| D          | Riabilitazione Specialistica e Neurologia Riabilitativa; Terapia Intensiva post-operatoria, Ossigenoterapia iperbarica, Attività anestesiologica; Chirurgia Epatobiliare e Trapianto Fegato; Epatologia; Gastroenterologia; |
| E          | Terapia del Dolore e Cure Palliative; Servizio di Immunoematologia e Medicina Trasfusionale (S.I.M.T.); Oculistica; Otorinolaringoiatria; Urologia; Andrologia; Day Surgery Ambulatorio Oculistico; Dermatologia; Nefrologia ed Emodialisi; Odontostomatologia; Centro Ustioni- Chirurgia Plastica; |
| F          | Direzione Medica-Governo Clinico; Igiene e organizzazione Attività Ospedaliera di Presidio; Epidemiologia Clinica e Valutativa; Gestione Rischio Clinico, Qualità, Emergenza; Servizio Professioni Sanitarie (SITRA); Cardiologia; Neurofisiopatologia; |
| G          | |
| H          | Ortopedia 1 e 2; |
| I          | Neuroradiologia; |
| L (DEA)    | Radiologia Generale e Pronto Soccorso; Radiologia Vascolare ed Interventistica; Ostetricia e Ginecologia; Rianimazione; Terapia Intensiva Grandi Ustionati; Coordinamento Attività di prelievo organi e tessuti; Cardiologia con UTIC; Neurochirurgia; Neurologia; T.I.N. Terapia Intensiva Neonatale; Pronto Soccorso – Osservazione Breve Intensiva (OBI); Chirurgia D’Urgenza; Medicina d’Urgenza; Trauma Center; CORE- COT; |
| M          | Attività Libero professionale Intramoenia; |
| N          | |
| O          | |
| P          | Ematologia con trapianto di midollo; Oncologia; Pneumologia 1 e 2; Endoscopia Bronchiale; Medicina Nucleare; Medicina Legale; Reparto Detenuti; |
| Q          | |
| R          | |
| S          | |
| T          | |
| U          | Anatomia Patologica; |
| V          | |
| Y          | |

## Dipartimenti e reparti
Di seguito sono riportati i Dipartimenti ed i reparti:

### Dipartimento Onco-ematologico e pneumoematologico
- U.O.C. Ematologia
- U.O.C. Ematologia con Trapianto di midollo
- U.O.C. Oncologia
- U.O.C. Pneumologia
- U.O.C. Pneumologia e Fisiopatologia Respiratoria
- U.O.C. Servizio Pneumologia Interventistica
- U.O.C. Servizio di Terapia del Dolore
- U.O.S.D. Malattie Rare del Globulo Rosso

### Dipartimento delle Tecnologie Avanzate Diagnostico-Terapeutiche e dei Servizi sanitari
- U.O.C. Radiologia Generale e Pronto Soccorso
- U.O.C. Radiologia Vascolare ed Interventistica
- U.O.C. Neuroradiologia
- U.O.C. Medicina Nucleare
- U.O.C. Anatomia Patologica
- U.O.C. Patologia Clinica
- U.O.C. Genetica Medica e di Laboratorio
- U.O.C. Farmacia
- U.O.S.D. Fisica Sanitaria
- U.O.S.D. Diagnostica Senologica
- U.O.C. Immunoematologia e Medicina Trasfusionale

### Dipartimento Chirurgico Polispecialistico
- U.O.C. Ortopedia 1
- U.O.C. Ortopedia 2
- U.O.C. Oculistica
- U.O.C. Otorinolaringoiatria
- U.O.C. Urologia
- U.O.C. Ostetricia e Ginecologia
- U.O.S.D. Andrologia
- U.O.S.D. “Day Surgery e Chirurgia Ambulatoriale Oculistica”

### Dipartimento Medico Polispecialistico
- U.O.C. Medicina interna 1
- U.O.C. Medicina interna 2
- U.O.C. Medicina interna 3
- U.O.C. Cardiologia Riabilitativa
- U.O.C. Riabilitazione Specialistica
- U.O.C. Neurofisiopatologia
- U.O.C. Nefrologia ed Emodialisi
- U.O.C. Lungodegenza
- U.O.S.D. Dermatologia
- U.O.S.D. Diabetologia
- U.O.S.D. Servizio di Endocrinologia
- U.O.S.D. Reparto Detenuti

### Dipartimento dei Trapianti
- U.O.C. Chirurgia Epatobiliare e Trapianto di Fegato
- U.O.C. Gastroenterologia
- U.O.C. Epatologia
- U.O.C. Terapia Intensiva Fegato (UTIF)

### Dipartimento Chirurgico Generale e Specialistico
- U.O.C. Chirurgia
- U.O.C. Chirurgia 2
- U.O.C. Chirurgia 3
- U.O.C. Chirurgia Vascolare
- U.O.C. Chirurgia Maxillo Facciale
- U.O.C. Chirurgia Toracica
- U.O.C. Odontostomatologia
- U.O.C. Terapia Intensiva Post Operatoria
- U.O.S.D. Senologia Chirurgica
- U.O.S.D. Chirurgia Metabolica Grandi Obesi
- U.O.S.D. Day Surgery Chirurgico

### Dipartimento di Emergenza e Accettazione
- U.O.C. Terapia Intensiva Neonatale (T.I.N.)
- U.O.C. Cardiologia con UTIC
- U.O.C. Neurochirurgia
- U.O.C. Neurologia e Stroke Unit
- U.O.C. Centro Grandi Ustionati- Chirurgia Plastica ricostruttiva
- U.O.C. Rianimazione
- U.O.C. Terapia Intensiva Grandi Ustionati (T.I.G.U.)
- U.O.C. Pronto Soccorso – Osservazione Breve Intensiva (OBI)
- U.O.C. Chirurgia D’Urgenza
- U.O.C. Medicina DEA
- U.O.S.D. Trauma Center
- U.O.S.D. Coordinamento Attività Prelievi di Organo e Tessuti
- Centro Anti Veleni

### Dipartimento dei Servizi Strategici di Area Medica
- U.O.C. Direzione Medica
- U.O.C. Programmazione e Pianificazione Sanitaria
- U.O.C. Appropriatezza ed Epidemiologia Clinica e Valutativa
- U.O.C. Formazione, Ricerca e Cooperazione Internazionale
- U.O.C. Servizio Infermieristico Tecnico e Riabilitativo – SITR
- U.O.S.D. Attività Libero Professionale Intramoenia
- U.O.S.D. Gestione dell’Emergenza e Bed Management
- U.O.S.D. Medicina Legale e Rischio Clinico
- U.O.S.D. PreOspedalizzazione Centralizzata
- U.O.S.D. Ufficio Relazioni col Pubblico e Marketing sanitario

### Direzione Amministrativa
- U.O.C. Servizio Ispettivo
- U.O.C. Affari Generali e Patrimonio
- U.O.C. Affari Legali, Appalti e Contratti
- U.O.C. Gestione delle Risorse Umane
- U.O.C. Gestione delle Risorse Economico-Finanziarie
- U.O.C. Approvvigionamento Beni, Servizi e gestione Economato e magazzini
- U.O.C. Pianificazione e Controllo di Gestione
- U.O.C. Gestione Attività Tecniche e di Ingegneria Clinica
- U.O.C. Gestione Sistemi Informatici
- U.O.C. Servizio Prevenzione e Protezione e Sicurezza Antincendio
- U.O.C. Comunicazione e Innovazione

## Formazione universitaria
In collaborazione con l'Università degli Studi di Napoli Federico II e con la Seconda Università di Napoli, presso l'Ospedale Cardarelli sono attivi i seguenti corsi di laurea:
- Corso di Laurea in Fisioterapia[7]
- Corso di Laurea in Tecniche di Laboratorio BioMedico[8]
- Corso di Laurea in Infermieristica[9]
- Corso di Laurea in Tecniche Radiologiche[10]

## Collegamenti
L'ospedale è raggiungibile tramite:
- Metropolitana di Napoli
  -  Policlinico
  -  Colli Aminei
- Linee autobus
  - 139 Cardarelli (Ospedale) – Dante – Via Monteoliveto
  - 143 Cardarelli (Ospedale) – Via Marano/Quarto (percorso suburbano)
  - 144 Cardarelli (Ospedale) – Via Marano/Pianura (percorso suburbano)
  - 165 Marano (Castel Belvedere) – Cardarelli (Ospedale)
  - C44 Via Suarez – Via dell’Eremo
  - C76 Cardarelli (Ospedale) – Camaldoli Hospital

- Rete filoviaria di Napoli
  - 204 Cardarelli (Ospedale) – Dante – Piazza Municipio

- Tangenziale di Napoli
  - Uscita Zona ospedaliera